# Mandićevac
Mandićevac falu Horvátországban, Eszék-Baranya megyében. Közigazgatásilag Drenyéhez tartozik.

## Fekvése
Eszéktől légvonalban 39, közúton 61 km-re délnyugatra, Diakovártól légvonalban 14, közúton 19 km-re északnyugatra, községközpontjától 2 km-re délnyugatra, Szlavónia középső részén, a Krndija-hegység délkeleti lejtőin, Slatinik, Borovik és Drenye között fekszik.

## Története
A török kiűzése után ez a terület a diakovári és boszniai püspökség birtoka lett. A Krdija-hegység délkeleti lejtőin az erdőktől művelhetővé tett területen először Josip Antun Ćolnić püspök kezdett szőlőt telepíteni a 18. század második felében. A telepítéseket utódja Antun Mandić is folytatta és az ültetvények közelébe szőlőmunkásokat telepített. Róla kapta a nevét előbb a hegy, majd a hegy oldalában keletkezett település. A munkások először Drenyén laktak, majd a hegyhez közelebb új települést hoztak létre számukra. A 19. század második felében 1870 és 1890 között Bácskából német és magyar családok települtek be, akik többségbe kerültek a horvát lakossággal szemben. A szakszerű szőlőművelés és bortermelés eredményeként Mandićevac Diakovár vidékének leghíresebb szőlőtermő területe lett, mely méltán lett nevezetes kiváló minőségű borairól.
A településnek 1890-ben 618, 1910-ben 590 lakosa volt. Verőce vármegye Diakovári járásának része volt. Az 1910-es népszámlálás adatai szerint lakosságának 55%-a német, 26%-a magyar, 18%-a horvát anyanyelvű volt. Az első világháború után 1918-ban az új szerb-horvát-szlovén állam, majd később (1929-ben) Jugoszlávia része lett. A partizánok 1944-ben elüldözték a német és magyar lakosságot, a helyükre a háború után horvátok települtek. 1991-től a független Horvátországhoz tartozik. 1991-ben lakosságának 91%-a horvát nemzetiségű volt. 2011-ben a falunak 284 lakosa volt.

## Lakossága
| Lakosság változása | Lakosság változása | Lakosság változása | Lakosság változása | Lakosság változása | Lakosság változása | Lakosság változása | Lakosság változása | Lakosság változása | Lakosság változása | Lakosság változása | Lakosság változása | Lakosság változása | Lakosság változása | Lakosság változása | Lakosság változása |
| ------------------ | ------------------ | ------------------ | ------------------ | ------------------ | ------------------ | ------------------ | ------------------ | ------------------ | ------------------ | ------------------ | ------------------ | ------------------ | ------------------ | ------------------ | ------------------ |
| 1857               | 1869               | 1880               | 1890               | 1900               | 1910               | 1921               | 1931               | 1948               | 1953               | 1961               | 1971               | 1981               | 1991               | 2001               | 2011               |
| 0                  | 0                  | 0                  | 618                | 647                | 590                | 656                | 683                | 510                | 591                | 449                | 402                | 358                | 348                | 314                | 284                |

(1857 és 1880 között lakosságát Drenyéhez, Pridvorjéhez és Slatinikhoz számították.)

## Gazdaság
A település ma is szőlőhegyeiről és bortermeléséről nevezetes, mely nagy vonzerőt gyakorol a turizmusra is.

## Nevezetességei
Zaragozai Szent Vince diakónus és vértanú tiszteletére szentelt római katolikus temploma 1963-ban épült, a drenyei plébánia filiája.

## Oktatás
A településen drenyei elemi iskola alsó tagozatos területi iskolája működik.

## Sport
- Az ŠNK „Vinogradar” Mandićevac labdarúgóklubot 1977-ben még NK „Mladost” Mandićevac néven alapították. Csapata megalakulása óta a megyei 3. ligában szerepel.
- ŠRU Mandićevac sporthorgász egyesület

## Egyesületek
DVD Mandićevac önkéntes tűzoltóegylet.